# Omar Dengo
Omar Dengo Guerrero (San José, 9 de marzo de 1888 - Heredia, 18 de noviembre de 1928) fue un destacado educador, escritor, periodista, abogado, intelectual y humanista costarricense. Fue profesor de ética, filosofía e historia de la literatura del Liceo de Costa Rica, y como profesor y director de la Escuela Normal de Costa Rica (hoy Universidad Nacional de Costa Rica), formador de los primeros docentes de la historia del país. Educador por antonomasia, fue también maestro de escuela rural y maestro de obreros en el Centro Germinal. Es una de las figuras más importantes de la cultura costarricense de la primera mitad del siglo XX.
Fue declarado Benemérito de la Patria en 1969.

## Biografía
Nació en San José, el 9 de marzo de 1888. Se dice que fue un niño enfermizo y cursó sus estudios primarios en escuelas de su ciudad natal, mientras que los secundarios los realizó en el Liceo de Costa Rica, donde obtuvo el bachillerato en Humanidades en 1908. Entre sus maestros estuvieron los notables escritores Joaquín García Monge y Roberto Brenes Mesén, quienes fueron sus amigos a lo largo de su corta vida, y de quienes obtuvo la orientación para desarrollarse, aunque este fue siempre considerado un autodidacta por quienes lo conocieron personalmente.
En 1908 se matriculó en la Escuela de Derecho, al mismo tiempo que inició sus actividades en el campo social y político. El 26 de noviembre de 1908 inició labores como periodista, al publicar el primer número de su periódico Sanción, surgido como resultado del club político que había fundado con un grupo de amigos y obreros, adquiriendo el periódico gran interés nacional y siendo Dengo excomulgado por la Iglesia Católica debido a las denuncias hechas en este, ante la injerencia política de un clérigo. El periódico tenía como propósito combatir los vicios de los diversos sectores de la sociedad, sobre todo de la oligarquía en el poder, y surge ante la creencia de Dengo de la necesidad de una prensa independiente en el país. Junto a José María Zeledón Brenes, creó otro club político llamado La Vanguardia, que dio apoyo político al licenciado Ricardo Jiménez Oreamuno para su candidatura a la presidencia de la República, pero desapareció rápidamente. En 1911 se graduó en la Escuela de Derecho.
En esta misma época, fue nombrado miembro directivo del Ateneo de Costa Rica, un club de intelectuales entre los que figuraron destacados escritores como Roberto Brenes Mesén, Antonio Zambrana, Joaquín García Monge y el poeta Justo Facio.
En 1912, junto a su círculo de intelectuales, fundó el Centro Germinal, una pequeña escuela para la difusión de la cultura sociológica entre los obreros del país que fungía como un medio para combatir los prejuicios sociales, religiosos y políticos que retardaban la evolución del proletariado. Es en 1913 que el grupo Germinal organizó la primera celebración en Costa Rica del Día del Trabajo, el 1 de mayo de 1913, en el cual García Monge (A propósito del 1 de mayo)  pronunció un arrebatador discurso en el cual exaltó el trabajo y lo elevó a la categoría espiritual. Allí actuó como maestro, dictó conferencias sobre temas sociales y ofreció lecciones de Historia de la Filosofía. Inicialmente,  Dengo se declaraba a sí mismo socialista, sin embargo dicha etapa culmina a los veinticinco años. Diez años después de cerrado el Centro Germinal, escribe su célebre artículo "Mi Anarquismo Claudicante", en el que explica el por qué abraza el anarquismo como ideología política personal por el resto de su vida.
Es así que deja de lado su carrera de derecho por la docencia en el Liceo de Costa Rica, en el que enseña por sugerencia de Roberto Brenes Mesén Economía Política, Castellano y Lógica. Este cambio vocacional de jurista por la docencia va aparejado con el cambio de su postura ideológica socialista por la anarquista, lo cual se da en alguna medida debido a la Primera Guerra Mundial, cuyas consecuencias quebrantan su idealismo socialista.

"Y cambié de ideas en otro sentido. Llegué a creer que el odio y la violencia, la bomba y la daga, y la llama, no resuelven nada. Nada que pueda ser permanente". Llegué a creer también que redimir al hombre de la miseria, sin redimirlo de la pasión y del vicio y de la ignorancia no es ninguna seria solución de ningún problema.".

En 1915 se abrió en la ciudad de Heredia, la Escuela Normal de Costa Rica, y en ella se reunieron los más distinguidos educadores del país: Arturo Torres, Roberto Brenes Mesén y Joaquín García Monge.  Dengo fue escogido para formar parte del grupo de profesores que trabajarían en la nueva institución. Aquí fue profesor de Legislación Escolar, Historia de la Educación y Lógica y Debate. Llegó también a tener el cargo de Disciplina Auxiliar, que incluía entre sus múltiples actividades, una acción pedadógica de orientación de la vida de los estudiantes fuera y dentro de la institución; despertar en los futuros maestros el sentimiento de responsabilidad personal, induciéndolos al autogobierno; además dirigió la Revista Educación.
En 1915, realizó un viaje a los Estados Unidos de América, se detuvo en Concord para visitar los sitios donde se guardaba la memoria de Ralph Waldo Emerson, y además llevó cursos de actualización pedagógica. En 1916, fue nombrado director de la Escuela de Aplicación y profesor de la Práctica Escolar en la Escuela Normal de Costa Rica.
En 1917, el Secretario de Guerra de Costa Rica, general Federico Tinoco Granados, perpetró un golpe de Estado en contra del gobierno de Alfredo González Flores, instaurando una dictadura que duró hasta agosto de 1919. La situación para  Dengo y otros educadores de la Escuela Normal fue muy difícil, dado que no participaban del criterio de los gobiernos tiránicos absolutistas. Renunció a su cargo en la Escuela Normal dos veces y en la tercera oportunidad se fue a trabajar a escuela privada rural.
En 1918, publicó junto a Joaquín García Monge y un grupo de profesores destituidos de la Escuela Normal, la revista La Obra, editada para propagar ideas, donde tenía cabida el pensamiento político, filosófico y docente, por lo que se constituyó en una revista rica en polémica, de carácter filosófico.
En 1919, tras la caída de la dictadura Tinoco, fue nombrado nuevamente director y profesor de la Escuela Normal, puesto que ocupó hasta su muerte, que acaeció en Heredia, el 18 de noviembre de 1928.

## Actividad Político-Cultural
Entre los años de 1912 y 1914, Omar Dengo Guerrero define plenamente su posición,  respecto a los trabajadores y del imperialismo. En 1912 se funda el Centro de Estudios Sociales “Germinal”. Entre los intelectuales que fundan este centro se pueden mencionar a Joaquín García Monge, Carme Lyra  y el dirigente obrero Juan Rafael Pérez.
Acerca de los principios que guía a este centro escribe lo siguiente:  “El Centro Germinal fue fundado de acuerdo con un importante movimiento internacional de propaganda por la cultura del proletariado que responde, a su vez, a la inconmovible convicción filosófica que consagra la cultura, es su más amplia forma, como base indispensable de toda labor emancipadora, ya sea individual o colectiva. Su lema viene a condensarse (…) en la difusión de la cultura sociológica entre los obreros del país, como medio de combatir los perjuicios sociales, religiosos y políticos que retardan la evolución del proletariado o la anormalizan.”.
En este centro se establecen cursos libres de ciencias sociales, conferencias y sesiones públicas y organiza una biblioteca. En 1913, bajo su dirección, se organiza la Confederación General de Trabajadores. El centro Germinal tenía las típicas características de las agrupaciones anarquistas, en su local estaba izada la bandera roja y negro (…) en sus salas se colgaban los retratos de Emilio Zolá y Eliseo Reclus. Según la educadora Emma Gamboa, en el Centro Germinal, Omar Dengo Guerrero Se inicia como maestro: ahí dicta conferencias de tema social y ofrece lecciones sobre historia de la filosofía.
En el Centro Germinal tuvo bajo su responsabilidad la organización del primer 1.º de Mayo celebrado en el país. Su actividad política deja ver su profunda inconformidad con la sociedad y cultura vigentes. Y procura fundamentar los principios de una nueva sociedad y una nueva cultura. Este cometido es el de otros jóvenes intelectuales de la época, para quienes la sociedad oligárquica, tal y como estaba diseñada, no ofrecía  a la mayoría de la población una verdadera democracia, en su sentido político, social, económico y cultural.  

## Obra y legado
"Hay que soñar el porvenir, desearlo, crearlo. Hay que sacarlo del alma de las actuales generaciones con todo el oro que allí acumuló el pasado, con toda la vehemente ansiedad de creación de las grandes obras de hombres y pueblos".
Omar Dengo Guerrero.

Durante los años de director en la Escuela Normal, introdujo importantes cambios: incluyó nuevas materias, las lecciones fueron profusamente documentadas con libros y le dio importancia a la experiencia pedagógica.
Escribió a menudo para periódicos y revistas, especialmente en Repertorio Americano. Sus artículos de ideas y sus ensayos fueron quedando dispersos hasta que Joaquín García Monge los reunió bajo el título de Meditaciones, publicándolos entre los años 1929-1930. En 1961, el Ministerio de Educación Pública de Costa Rica publicó su obra completa con el título Escritos y discursos. Dirigió varios periódicos y revistas, entre los que están El Rayo (1909), desde el cual critica la política del presidente Rafael Iglesias Castro, y del clero que lo apoyaba; Cultura (1910), donde defiende la causa obrera y se atiende la cuestión social, además de defender el voto directo; Anales del Ateneo de Costa Rica (1915), Revista de Educación (1915).
En los artículos que publica señala ya las virtudes y bondades de la sociedad costarricense pero, especialmente, sus vicios y limitaciones. Expresa un profundo desacuerdo con la sociedad vigente y, en concreto, con la forma tradicional se abordan los problemas sociopolíticos de la colectividad. Aparece en su discurso el tema de la miseria, que asocia con la riqueza y con la injusticia social y, en una serie de artículos que aparecen durante el año 1910, analiza la vida del mendigo, del huérfano y del anciano y reafirma su ideal contestatario y su compromiso con los sectores más desprotegidos de la sociedad. En su importante artículo Los Soldados, denuncia el militarismo y la forma en que se enajena al campesino pobre una vez llegado a la ciudad.
Fue declarado Benemérito de la Patria por decreto N° 973 de la Asamblea Legislativa de Costa Rica el 6 de octubre de 1969. Fue padre del también Benemérito de la Patria Jorge Manuel Dengo Obregón, fundador del Instituto Costarricense de Electricidad. El campus de la Universidad Nacional de Costa Rica lleva su nombre, que además otorga un premio con su nombre.